# Serviceflat
Serviceflats of dienstenflats zijn een woonvorm met zorgfaciliteiten die vooral bestemd zijn voor bejaarden of ouderen met een zorgproblematiek. De flats zijn gegroepeerd binnen een eerder bescheiden appartementencomplex met een zeker autonoom of zelfstandig statuut doch verbonden met een OCMW op zich of bejaardentehuis (privé-initiatief of aangesloten bij een OCMW).
In België behoort deze dienstverleningsvorm tot de bevoegdheid van de gemeenschappen, bijvoorbeeld de Vlaamse overheid.
Om zich kandidaat te stellen voor een serviceflat of dienstenflat moet men zich, naargelang de aard van de maatschappelijk georganiseerde welzijnssituatie in zijn of haar woonomgeving, aanmelden bij de sociale dienst van een OCMW of de sociale dienst van een bejaardenhome die beschikt over een dergelijke sociale infrastructuur.
In een serviceflat of dienstenflat woont men in grote mate zelfstandig maar heeft men zoals de naam doet vermoeden thuiszorg binnen onmiddellijk handbereik. Deze zorgfaciliteiten worden georganiseerd vanuit een permanentiedienst die deel uitmaakt van het betrokken appartementencomplex of de moederorganisatie zoals een OCMW op zich of bejaardenhome (privéinitiatief of aangesloten bij een OCMW).
De bewoners staan via een personenalarmsysteem rechtstreeks in contact of verbinding met een permanentiedienst zoals genoemd. Wanneer er zich een probleem voordoet, kan men dit eenvoudig signaleren en wordt men vrij snel geholpen door speciaal daartoe opgeleid personeel. 
De techniek van een personenalarmsysteem kan, zij het onder een licht gewijzigde vorm, bij iedere zorgbehoevende die in een gewoon, particulier huis woont geïnstalleerd worden. Hulp- of noodoproepen worden dan doorgeschakeld naar een centrale die volgens een prioriteitenlijstje, eerder opgesteld door de beller, familie, vrienden, kennissen of buren verwittigt om het probleem te checken. Zo’n systeem kan in Vlaanderen aangevraagd worden via de sociale dienst van een mutualiteit of ziekenfonds alsook in een thuiszorgwinkel daarbij aangesloten.
Een gelijkaardig principe van zorgfaciliteiten zoals bij de serviceflats of dienstenflats wordt soms toegepast op het systeem van de seniorenwoning maar de onafhankelijkheid van de bewoner in het laatste geval is nog net dat ietsje groter dan bij de serviceflats of dienstenflats. 
Van personen gehuisvest in een bejaardenwoning wordt dan ook nog meer zelfredzaamheid verwacht omdat deze vaak zelf of hun verwanten letterlijk en figuurlijk meer stappen moeten zetten om de thuiszorg georganiseerd te krijgen. Praktische hulpmiddelen inzake thuiszorg, kunnen verkregen worden in een thuiszorgwinkel.